# Gary Gibbons

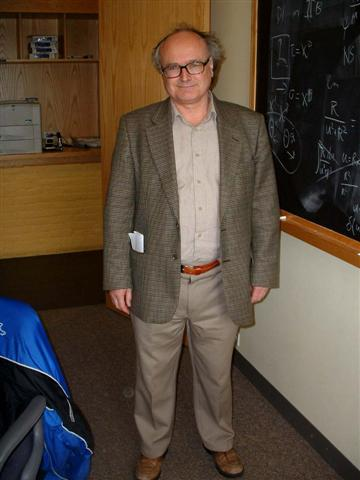
Gary Gibbons in der Harvard-Universität

Gary William Gibbons (* 1. Juli 1946 in Coulsdon, Surrey) ist ein britischer theoretischer Physiker.

## Leben und Werk
Gibbons hat an der Universität Cambridge studiert, wo er 1969 unter Dennis Sciama Forschungsstudent wurde. Als Sciama zur Universität Oxford ging, wurde er Student von Stephen Hawking, er erhielt seinen PhD 1973 (Some Aspects of Gravitational Radiation and Gravitational Collapse). Außer seiner Forschungstätigkeit am Max-Planck-Institut 1976/77 blieb er während seiner gesamten Karriere in Cambridge und wurde 1997 ordentlicher Professor, 1999 Mitglied der Royal Society und 2002 ein „Fellow of Trinity College“. 1986//87 war er an der École normale supérieure (und wieder 1999) und dem Observatorium in Meudon, 1980 an der University of California, Santa Barbara, 1992 Kramers-Professor an der Universität Utrecht, 2000 Yukawa-Professor an der Universität Kyōto, 1990 am IHES und 2003 Gastprofessor am Massachusetts Institute of Technology. 
Während Gibbons zunächst an der klassischen Allgemeinen Relativitätstheorie für seine Doktorarbeit arbeitete, konzentrierte er sich später auf die Quantentheorie Schwarzer Löcher. Zusammen mit Malcolm J. Perry verwendete er thermale Greensche Funktionen, um die Allgemeingültigkeit von thermodynamischen Eigenschaften von Horizonten zu zeigen, kosmologische Ereignishorizonte miteingeschlossen.
Er entwickelte den euklidischen Ansatz zur Quantengravität (Euklidische Quantengravitation) mit Stephen Hawking, welcher es erlaubt, die Thermodynamik schwarzer Löcher mit der Methode eines Funktionalintegrals herzuleiten.
Seine Arbeiten der letzten Jahre beinhalten Beiträge zur Supergravitation, p-Branes und zur M-Theorie, die hauptsächlich durch die Stringtheorie motiviert sind. Gibbons bleibt interessiert in geometrischen Problemen jeglicher Art, die Anwendung in der Physik finden.
2025 wurde er mit der Dirac-Medaille (ICTP) ausgezeichnet.

## Bücher
- Herausgeber mit Stephen Hawking: Euclidean Quantum Gravity. World Scientific, Singapore 1993, ISBN 981-02-0516-3
- Herausgeber mit E. P. S. Shellard, S. J. Rankin: The future of theoretical physics and cosmology. Celebrating Stephen Hawking´s 60th birthday, Cambridge University Press 2003 (darin von Gibbons: Euclidean quantum gravity- the view from 2002)